# Suoloijauratjah
Suoloijauratjah är varandra näraliggande sjöar i Jokkmokks kommun i Lappland som ingår i Luleälvens huvudavrinningsområde. Namnet är samiskt och kan på svenska översättas med Holmtjärnarna.
- Suoloijauratjah (Jokkmokks socken, Lappland, 740373-164138), sjö i Jokkmokks kommun, 66°41′49″N 19°00′02″Ö / 66.6969°N 19.0005°Ö (34,6 ha)
- Suoloijauratjah (Jokkmokks socken, Lappland, 740487-163877), sjö i Jokkmokks kommun, 66°42′24″N 18°57′15″Ö / 66.7066°N 18.9542°Ö (26,6 ha)